# 鸢乌贼
鸢乌贼（学名：Symlectoteuthis oualaniensis）为柔鱼科鸢乌贼属的动物，俗名南鱿、奥兰鸢乌贼。分布于日本群岛南部、琉球群岛、菲律宾群岛、夏威夷群岛、大堡礁、萨摩亚群岛、社会群岛、加里福尼亚、可可群岛、苏门答腊岛、安达曼海、马尔代夫，包括南海等海域，生活环境为海水，常见于大洋内暖水区以及表层至千余米。其生存的海拔范围为-2000至-20米。该物种的模式产地在加罗林群岛。